# Norbert Johannsen
Norbert Johannsen (* 20. Juli 1948 in Berlin) ist ein ehemaliger deutscher Fußballspieler. In der höchsten Spielklasse des DDR-Fußballs, der Oberliga, spielte er für den Berliner FC Dynamo.

## Sportliche Laufbahn

### Gemeinschafts- und Clubstationen
Der Stürmer, der organisiert mit dem Fußballsport bei der BSG Chemie Lichtenberg begann, kam im Jahr 1965 zur Fußballabteilung des Sportclubs Dynamo Berlin, aus der im Januar 1966 der Fußballclub der Sportvereinigung Dynamo, der Berliner FC Dynamo, ausgegründet wurde. In der Saison 1966/67, in der der BFC aus dem ostdeutschen Oberhaus abstieg, schnupperte der 1,78 Meter große Johannsen erstmals Oberligaluft. Am ersten Rückrundenspieltag im Februar 1967 lief er sogleich 90 Minuten bei der 0:3-Auswärtsniederlage gegen den 1. FC Lokomotive Leipzig auf. In seinem zweiten Erstligaeinsatz eine Woche später gelang ihm bereits sein Oberligapremierentreffer, die 1:0-Führung beim 1:1 zu Hause gegen den FC Karl-Marx-Stadt. Am Wiederaufstieg im folgenden Spieljahr war er mit drei Toren in fünf Partien in der zweitklassigen Liga noch nicht maßgeblich beteiligt.
Zum Stammspieler entwickelte sich der gelernte Diesellokbauer erst Anfang der 1970er-Jahre bei den Weinroten aus dem Sportforum Hohenschönhausen. In drei der vier Spielzeiten zwischen 1971/72 und 1974/75 gelang ihm in der Beletage des DDR-Fußballs eine zweistellige Anzahl an Punktspieltoren. Im 1971er-Finale des FDGB-Pokalwettbewerbs konnte Johannsen die Führung der SG Dynamo Dresden zunächst ausgleichen, aber nach Verlängerung mussten sich die Ost-Berliner dem Namensvetter aus Sachsen mit 1:2 geschlagen geben. Da die Dresdner auch den DDR-Meistertitel gewannen, konnte sich der Endspielverlierer auch für den Europapokal im Folgejahr qualifizieren.
Treffsicher zeigte sich der Angreifer auch beim Vordringen des BFC ins Halbfinale des Europapokals der Pokalsieger in besagter Saison 1971/72, als er in acht Spielen drei Tore schoss. Im Sommer 1976 endete Johannsens leistungssportliche Laufbahn. In 126 Oberligapartien hatte er 45 Treffer erzielt. In insgesamt 14 EC-Einsätzen konnte sich der Stürmer viermal als Torschütze in die Clubannalen eintragen.

### Auswahleinsätze
Seine Torgefährlichkeit im BFC-Dress führte den Angreifer 1971 in die DDR-Nachwuchsauswahl. Für das Team bestritt Johannsen drei Länderspiele und erzielte als Einwechselspieler bei der 1:2-Auswärtsniederlage in Tilburg gegen die niederländischen Altersgenossen im Rahmen der U-23-EM-Qualifikation einen Treffer.